# Storia della Sicilia austriaca
La storia della Sicilia austriaca comprende l'arco temporale in cui il Regno di Sicilia fece parte dei domini della Casa d'Asburgo d'Austria. Tale periodo, durato circa quindici anni, ebbe inizio il 20 febbraio 1720, con il Trattato dell'Aia (che pose fine alla Guerra della Quadruplice Alleanza e sancì il passaggio dell'isola da Vittorio Amedeo II a Carlo VI) e si concluse nel 1735, quando Carlo di Borbone la conquistò, proclamandosi re e restituendole la condizione di Stato indipendente.

## Contesto
Da che i Savoia avevano ottenuto la Sicilia e il titolo regale, gli Spagnoli (con re Filippo V) avevano cercato ogni occasione per riprenderne il possesso. Peraltro, Vittorio Amedeo era propenso ad abbandonare la Sicilia, magari scambiandola con il Ducato di Milano (da poco austriaco) o il Granducato di Toscana. Si preparò a tale scopo ad una guerra con gli alleati Asburgo. Di queste intenzioni informò gli Spagnoli e ritirò le truppe dalla Sicilia. Il suo viceré, conte Annibale Maffei, potendo intercettare le missive tra Siciliani e Spagnoli, era a conoscenza delle intenzioni di questi ultimi, segretamente ostili.
La mattina del 1º luglio 1718 si presentò sulla rada di Palermo una flotta di navi spagnole (432 unità da guerra, con a bordo 22.000 uomini e 5.000 cavalli), al comando di Jean François de Bette, marchese di Lede. La Spagna non aveva mai usato tanti soldati per la Sicilia. Il viceré sabaudo aveva ordine di accogliere la flotta come alleata, ma egli non fu troppo sorpreso di scoprire che essa doveva supportare la riconquista dell'isola, persa dagli Spagnoli nel 1713. Il senato palermitano inviò un messaggio agli Spagnoli per sondare le loro intenzioni ed essi risposero che l'armata di Filippo V era venuta per liberare la "fedelissima Sicilia dalla tirannide del Faraone Savoiardo". Altro motivo di inquietudine era per Maffei la notizia che gli artigiani di Palermo si stessero raccogliendo in "conventicole" segrete, consci che un'invasione spagnola avrebbe aperto ad una nuova fase di vacanza fiscale.
Maffei decise la resa, con l'intenzione di spostare le truppe sull'interno e di lì muovere al contrattacco. Vittorio Amedeo si rivolse agli Inglesi, denunciando la violazione del Trattato di Utrecht del 1713. Giorgio I chiese formalmente agli Spagnoli di desistere, ma senza esito. Gran Bretagna, Province Unite, Sacro Romano Impero e Francia si unirono nella Quadruplice Alleanza. Secondo l'intesa tra le quattro potenze, la Sicilia doveva essere ceduta a Carlo VI d'Asburgo.
Gli Spagnoli avevano nel frattempo occupato l'isola, con l'eccezione di Messina, che dovette essere assediata fino a settembre. Già in agosto l'imperatore Carlo VI d'Asburgo aveva rinunciato ad eventuali pretese al trono spagnolo, acconsentendo peraltro a cedere ai Savoia la Sardegna in cambio della Sicilia e alla creazione di una dinastia borbonica nell'Italia meridionale.
La Gran Bretagna, però, si mosse per dare corso alle decisioni dell'Alleanza: le flotte inglese e spagnola si scontrarono al largo di Pachino l'11 agosto 1718, nella battaglia di Capo Passero, che vide la disfatta spagnola.

## La conquista dell'isola
Dopo la sconfitta spagnola di Capo Passero, gli Austriaci ebbero accesso alla Sicilia. Il 27 maggio del 1719 (secondo lo storico Isidoro La Lumia; il 28 o il 29, secondo altre fonti) sbarcò a Patti un esercito imperiale, al comando del generale francese Claudio Florimondo di Mercy, che contava quasi 15.000 fanti e circa 4000 cavalli. Taormina fu presto espugnata, mentre Messina, assediata e bombardata, finì per arrendersi. Lede si ritirò sull'interno, assestandosi a Francavilla (nei pressi di Taormina).
Il conte di Mercy, prima di partire da Napoli, aveva trasmesso al viceré sabaudo, conte Annibale Maffei, una lettera originale di Vittorio Amedeo, contenente l'ordine di evacuare l'isola e di lasciar spazio alle truppe austriache: immediata fu la consegna di Milazzo, più tarda quella di Siracusa e più ancora quella di Trapani.
Le truppe spagnole cercarono di difendere la recente conquista: il 20 giugno si scontrarono con le truppe imperiali nella battaglia di Francavilla, che Denis Mack Smith giudica uno degli scontri più sanguinosi combattuti in Sicilia dai tempi dei Romani. I morti tra le due parti furono circa 6000 (così La Lumia, mentre Norwich indica 3000 morti tra gli imperiali e 2000 tra gli Spagnoli) e lo scontro non fu decisivo: Lede poté tenere la propria posizione. La situazione sull'isola era caotica: alcune sue parti riconoscevano la sovranità di Vittorio Amedeo, altre quella di Filippo V, altre ancora quella di Carlo VI.
Nonostante la sconfitta subita a Francavilla, gli Austriaci avevano un importante vantaggio: erano continuamente riforniti dalle navi inglesi, che dopo Capo Passero avevano il comando dei mari siciliani. Gli imperiali poterono quindi pian piano affermarsi e il 20 febbraio 1720 fu siglato il Trattato dell'Aia. Lede però continuò a combattere, non avendo ricevuto comunicazioni in merito dal suo comando. Egli accettò di trattare l'evacuazione delle sue truppe solo nei mesi successivi, firmando i relativi articoli il 6 maggio 1720 (da Madrid aveva ricevuto l'ordine di evacuare il 2 maggio). Anche dopo l'armistizio, dunque, l'isola fu travolta dalle devastazioni operate dagli Spagnoli in ritirata e dagli Austriaci all'attacco. Alcune città poterono evitare il sacco solo pagando ingenti somme e Palermo vi riuscì trattando contemporaneamente con Spagnoli e Austriaci.
Alla fine degli scontri e sulla base del trattato di pace, Vittorio Amedeo cedé la Sicilia a Carlo VI e in cambio mantenne il titolo regale, acquisendo il trono di Sardegna.

## La Sicilia austriaca

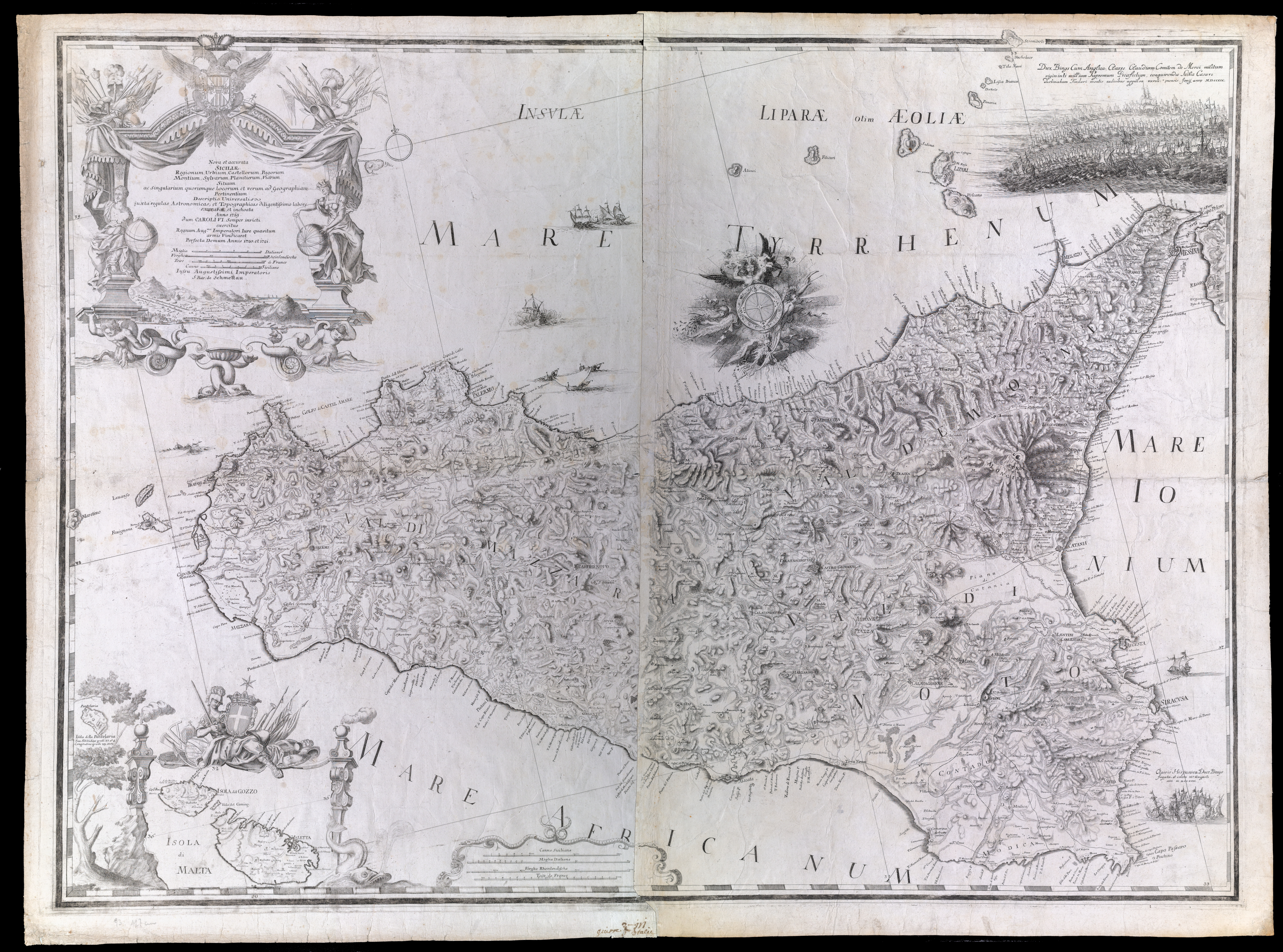
Samuel von Schmettau, Nova et accurata Siciliae regionum, urbium, castellorum, pagorum, montium, sylvarum, planitierum, viarum, situum ac singularium quorumque locorum et rerum ad geographiam pertinentium descriptio universalis (1723 ca.), Chicago, Newberry Library, Novacco 6F 34. La carta di Schmettau riporta in alto e in basso a destra due momenti del conflitto tra Spagna e Quadruplice Alleanza: la battaglia di Capo Passero del 1718 e lo sbarco delle truppe austriache del maggio 1719.

Il passaggio dell'isola agli Austriaci provocò l'esodo di parte della nobiltà isolana verso il Piemonte (come nel caso dell'architetto messinese Filippo Juvarra) e, in maggior numero, verso la Spagna di Filippo V. D'altro canto, alcuni degli amministratori di Vittorio Amedeo, come Ignazio Perlongo e Placido Marchese, artefici di diversi tentativi di riforma tra il 1713 e il 1734, furono mantenuti da Carlo VI nelle rispettive cariche.
Fin dall'inizio, i rapporti tra il nuovo re di Sicilia e l'aristocrazia locale non furono facili, anche perché il sovrano (avendo ottenuto il regno per diritto di conquista) non si riteneva più legato al mantenimento dei numerosi privilegi del regno, più o meno rispettati da tutti i regnanti precedenti, a partire da re Pietro III di Aragona, a cui l'isola si era volontariamente data. Ciò fu evidente dall'inizio con il rifiuto da parte del generale Mercy, giunto a Palermo prima del viceré designato, Niccolò Pignatelli, VIII duca di Monteleone, di ricevere gli ambasciatori del regno. Mercy, in attesa dell'arrivo di Pignatelli, promulgò due bandi assai duri per la Sicilia: con il primo si impose alla Sicilia la moneta napoletana, con un valore nominale assai superiore a quello reale; con il secondo si ordinò la requisizione delle armi.
Pesavano poi barriere di ordine linguistico. Dopo 400 anni circa di dominazione, la Sicilia aveva assunto vari caratteri spagnoli e la lingua spagnola era generalmente intesa. Non così, ovviamente, il tedesco. Da un punto di vista culturale, poi, gli isolani si erano ormai abituati ai modi accomodanti degli Spagnoli, senza contare che buona parte della popolazione aveva origini iberiche. A questo proposito, osserva lo storico siciliano Antonio Mongitore (1663-1743), che gli Austriaci "mai si familiarizzarono con i siciliani molto più che la lingua loro barbara non era intesa". Tanto era forte l'influenza spagnola sull'isola che gli Austriaci non esitarono a scegliere viceré spagnoli. L'abbigliamento spagnolo era quello alla moda e un tentativo di introdurre in Sicilia i grandi balli viennesi si scontrò con la pretesa pudicizia degli aristocratici isolani.

### Il viceré Pignatelli
Pignatelli fece il suo ingresso a Palermo nel tardo settembre 1720. Data l'età avanzata non poté entrarvi a cavallo, ma solo in carrozza.
Dopo l'acclamazione di Carlo vi furono feste, luminarie e un Te Deum alla cattedrale di Palermo. Furono coniate due medaglie d'argento a cura del Senato palermitano e una lapide. Dopo le feste, Pignatelli convocò il parlamento del Regno: oltre a pretendere i donativi ordinari, ne chiese uno straordinario di 600.000 scudi. Nella stessa occasione, furono chieste diverse grazie al nuovo re, ma questi si degnò di rispondere da Praga solo nel 1723, confermando attraverso un dispaccio gli antichi privilegi siciliani. Accolse anche la richiesta di accogliere alla corte di Vienna un rappresentante dell'isola, a patto che non fosse un "barone feudatario" e che avesse l'approvazione del viceré.
Il nuovo viceré ribadì la linea dura di Mercy: egli accettò infatti il giuramento di fedeltà del Regno di Sicilia, ma non giurò a sua volta, come da consuetudine, di rispettare i privilegi del regno. Alla fine, su suggerimento dell'arcivescovo di Valenza (componente del Consiglio di Spagna, che da Vienna amministrava l'isola), si giunse al compromesso per cui i privilegi del regno furono concessi «per nuova grazia» dell'Imperatore, ma, comunque, con la condizione che il loro mantenimento fosse subordinato al comportamento che i Siciliani avrebbero tenuto nei confronti del nuovo monarca.
Pignatelli, nominato viceré già dal 1718 e appartenente alla nobiltà parlamentare siciliana, era stato scelto con l'intento di attirare la simpatia dei componenti la sua classe sociale verso la Casa d'Asburgo. Egli era infatti imparentato con la famiglia siciliana dei Terranova. Scandalizzava però il fatto che vivesse separato dalla moglie e che tenesse al proprio servizio dei non cattolici. In breve Pignatelli attirò su di sé molte critiche per i favoritismi verso i suoi congiunti e le persone della sua cerchia. A differenza di quello che pensava la corte viennese, i suoi legami con la classe baronale isolana erano del resto molto tenui. I suoi soldati erano poi accusati di ricorrere al mercato nero e l'accusa dev'essere stata ben fondata, se si tiene conto delle difficoltà nell'ottenere i rifornimenti alimentari alle condizioni imposte dalla legge e dai costi determinati dai dazi. A diminuire la sua già scarsa popolarità contribuì la decisione di Pignatelli di revocare titoli e uffici concessi da Filippo V nell'anno precedente.
Per gli Austriaci, così come per ogni altro governo prima di essi, il problema fondamentale era quello della tassazione. Seppur disposti a farsi carico del grosso delle spese affrontate per l'invasione, gli imperiali intendevano imporre ai Siciliani un contributo annuo per mantenere sull'isola una guarnigione e una flotta a protezione del commercio, oltre ad un ulteriore contributo per Eugenio di Savoia, generale dell'Impero, nella misura di 30.000 scudi annui. Come già i Savoia, obbiettivo degli Austriaci era investire di più sull'isola e però riscuotere le imposte con maggiore efficienza che sotto gli Spagnoli. In particolare, si volevano costruire ponti per rendere più accessibile l'interno dell'isola e fu approntata un'accurata carta geografica della Sicilia. Si cercò di rendere più equo il carico fiscale e in tal senso si può dire che l'amministrazione austriaca fu illuminata. In questa nuova atmosfera, alcuni intellettuali siciliani avanzarono proposte per singole riforme, ma nel complesso, come già sotto gli Spagnoli, si preferiva l'immobilismo e un carico fiscale leggero.
La convocazione del Parlamento nel 1720 interrompeva un silenzio di 6 anni. Il donativo di 600.000 scudi serviva a supportare questa coraggiosa politica riformistica. Simili donativi furono approvati nel corso degli anni successivi: altri 600.000 scudi nel 1723, 400.000 nel 1728 e addirittura 800.000 nel 1732. La remissività del braccio feudale del Parlamento di fronte a questi importi era motivata sia dal fatto che questi donativi rappresentavano più che altro promesse di pagamento, sia perché, in generale, l'aristocrazia era pur certa di poter scaricare questo peso sulle altre classi sociali. Nel 1720, un centinaio di baroni controllava un numero più che doppio di baronie parlamentari (229) e i cinque baroni più importanti controllavano i voti per procura di 52 aventi diritto, senza contare gli altri voti controllati attraverso le parentele. Lo strapotere baronale al Parlamento del Regno, la cui convocazione era vista per lo più come occasione di feste, diletto e sfarzo, era utilizzato per combattere il riformismo (in particolare quello fiscale) più che per resistere alle richieste finanziarie dei viceré. I baroni, del resto, erano ampiamente esentati dal fisco e ciò sia perché molte proprietà feudali non erano censite (o solo approssimativamente), sia perché i più vivevano ormai a Palermo, città tassata per un decimo del totale nazionale lordo, nonostante raccogliesse un terzo della ricchezza prodotta nell'isola. Ai residenti a Palermo era inoltre garantita esenzione fiscale anche per i terreni di loro proprietà che rientrassero in altre circoscrizioni, di modo che ad altre città era sottratto gettito: molti nobili, insomma, risiedevano di fatto altrove, ma si preoccupavano di avere una residenza solo nominale a Palermo. Il gettito così perduto era compensato da nuove categorie di contribuenti, i residenti stranieri, i funzionari regi, certi redditieri, mentre la quota garantita dal braccio ecclesiastico era salita a più di un quarto del totale.
Nel corso del 1721 esplose un aspro conflitto tra Pignatelli e la nobiltà palermitana, cosa che portò, nell'anno successivo, alla rimozione del duca dal suo incarico. Si trattò di una questione di etichetta: nel giorno di Natale, come di consuetudine, gli aristocratici andavano a visitare il viceré nella sua dimora. In quel periodo, l'anziano Pignatelli era afflitto da un'ulcerazione alla gamba e non era in condizione di stare in piedi. Alcuni degli ospiti decisero di rinunciare al diritto di stare seduti quando egli sedeva (non c'era infatti abbastanza spazio nella sua camera perché tutti sedessero), ma Francesco Bonanno del Bosco, principe di Cattolica, i cui rapporti con Pignatelli erano già da tempo compromessi, decise di non piegarsi, dando vita ad uno scandalo. Pignatelli fece arrestare quattro senatori per la loro "criminale ostinazione". I tentativi di pacificazione operati da Vienna furono vani: i senatori si vendicarono, denunciando i maneggi di Pignatelli ed egli fu sostituito.

### Il viceré Portocarrero
Il successivo viceré, Joaquín Fernández Portocarrero, marchese di Almenara, sarebbe rimasto in carica dal 1722 al 1728. Egli, uno spagnolo rimasto fedele agli Austriaci, riuscì a riorganizzare l'apparato amministrativo dell'isola e si occupò dei vari problemi di ordine pubblico che affliggevano il regno (incursioni piratesche, corruzione dei pubblici ufficiali, protezione data dai baroni ad alcuni delinquenti, controllo degli schiavi ecc.). Dovette inoltre continuare l'azione diplomatica verso l'aristocrazia siciliana, volta ad assicurarne la fedeltà all'Imperatore, e, nello stesso tempo, assicurare protezione alle universitas, sia regie che baronali, verso i soprusi spesso compiuti dai nobili. La sua opera, grazie anche al periodo di pace in cui operò, fu proficua, almeno nel senso che egli comprese che con i Siciliani era necessario avere maggiore tatto di quanto non avesse avuto Pignatelli. Fu a tale scopo che ad alcuni baroni fu concesso il titolo di principe imperiale, mentre al pretore e ai senatori di Palermo fu confermato il rango di Grande di Spagna di prima classe, che assicurava il titolo di "eccellentissimo". Portocarrero fu inoltre più indulgente con i nobili accusati di dare asilo ai banditi e promosse la creazione di una scuola riservata ai giovani nobili, interamente a carico del governo.

#### Rapporti con la Chiesa e Inquisizione

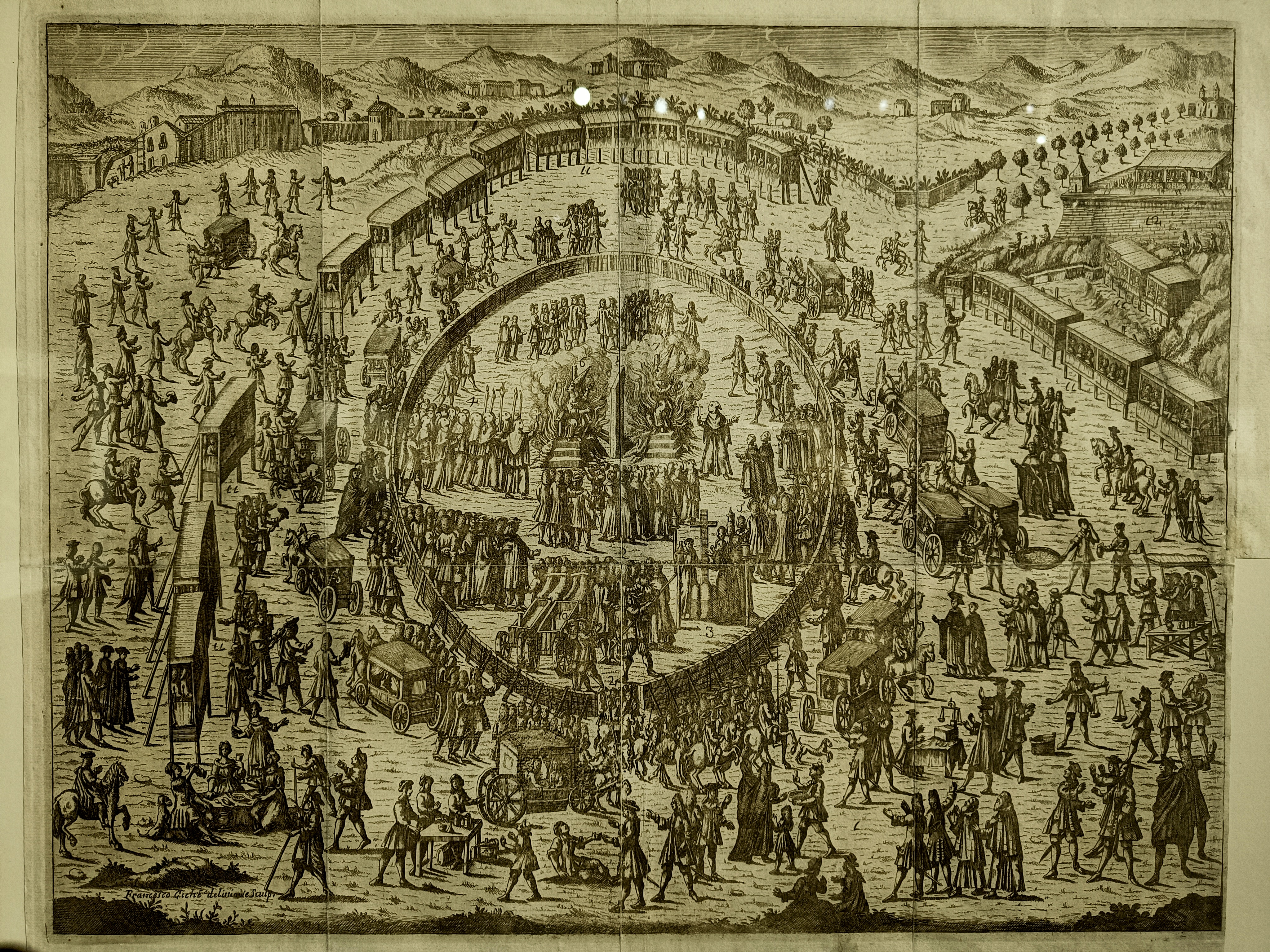
Il rogo di Fra' Romualdo e suor Gertrude in un'incisione di Francesco Cichè

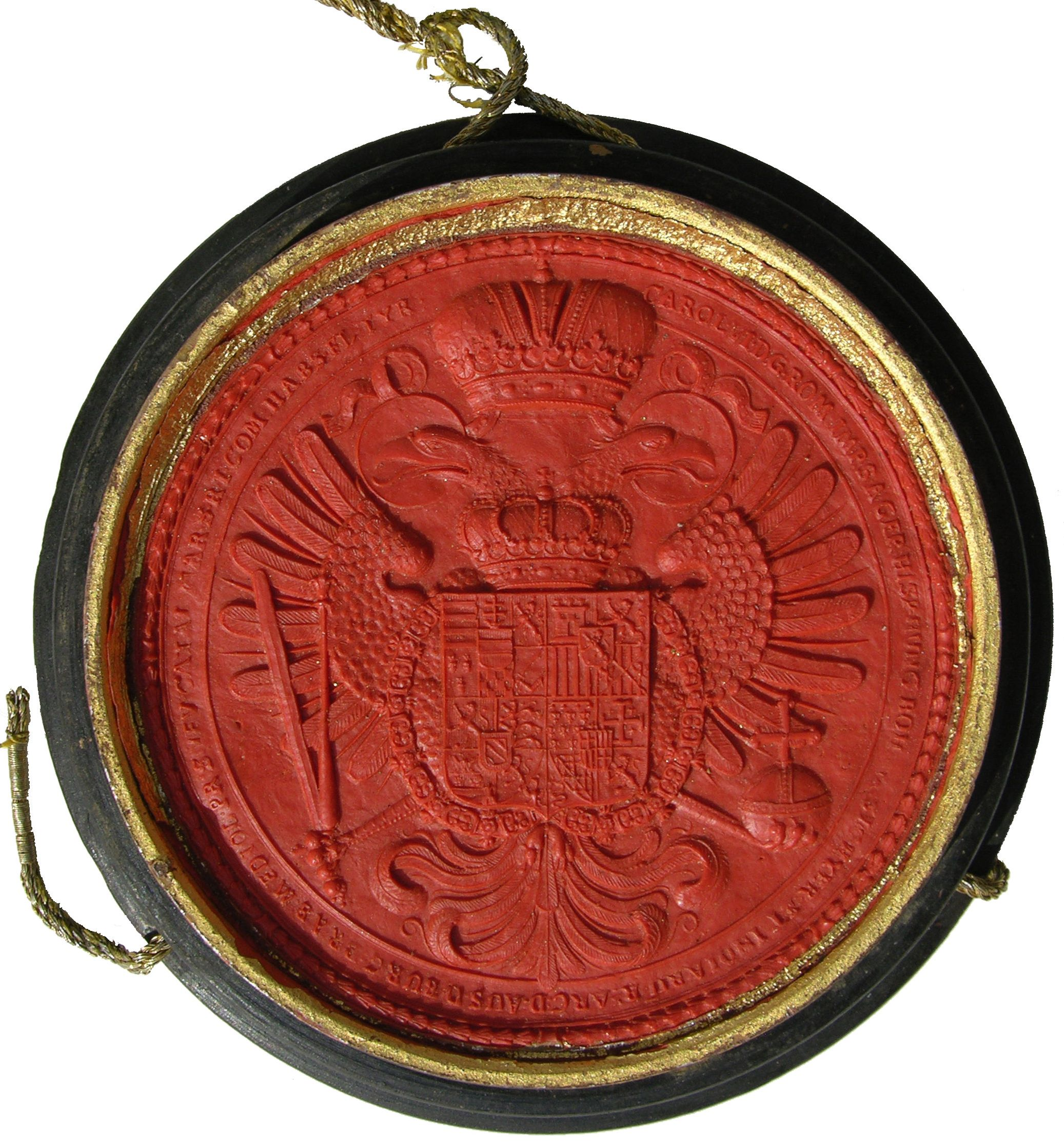
Sigillo di Carlo VI d'Asburgo del 1725, con lo stemma della Sicilia

Negli anni di Portocarrero, l'Austria promosse inoltre una politica di conciliazione con la Chiesa cattolica. Tale politica ebbe talmente successo che nel 1728 papa Benedetto XIII, con la bolla Fideli, disconobbe la precedente bolla del 1715, con cui Clemente XI aveva abolito i tribunali ecclesiastici regi, e diede piena sanzione, con qualche modifica, all'antico istituto dell'Apostolica Legazia. Venne dunque ricostituito il Tribunale della regia monarchia e apostolica delegazione, che verrà poi soppresso da Pio IX nel 1864 (esso cessò di funzionare soltanto nel 1871, quando fu abolito dal Regno d'Italia).
I poteri legali dell'Inquisizione erano stati leggermente ridotti, ma essa poté muoversi liberamente nelle questioni religiose. Note sono le condanne al rogo di fra' Romualdo e suor Gertrude Cordovana (o Geltrude), uccisi in un autodafé nel 1724. Queste furono, secondo Pietro Colletta, le ultime vittime del tribunale ecclesiastico, ma vi fu in effetti un ulteriore rogo, quello di Antonino Canzoneri, ucciso il 22 marzo 1732 al piano di Sant'Erasmo a Palermo.

### Il viceré Sástago
Il 20 luglio 1728 giungeva a Messina il terzo viceré austriaco, Cristoforo Fernández de Cordova, conte di Sástago. Questi si trovò ad operare in un periodo molto travagliato e fu spesso accusato di parzialità; comunque, dopo il primo triennio di viceregno, fu riconfermato.
Sástago lamentò l'enorme sproporzione tra gli importi approvati dal Parlamento e gli importi effettivamente raccolti. Ebbe a denunciare che nei conti regnava "una confusión y falta de regularidad en toto" ('una confusione e una mancanza di regolarità in tutto'). Secondo alcuni, una maggiore cura dei conti sarebbe bastata a raddoppiare il gettito fiscale.
In molti raccomandarono al re di riformare il fisco, in modo che a pagare fosse chi davvero aveva le risorse per farlo e non i poveri: gli fu suggerito di imporre una tassa sulle importazioni di lusso e di aggiornare il catasto, così da comprendervi l'intera proprietà infeudata. Sástago stesso poté constatare che gli aristocratici siciliani importavano ogni genere di beni dall'estero, anche beni che avrebbero potuto essere confezionati in Sicilia senza difficoltà, se solo i dazi avessero protetto una tal industria. Gli Austriaci potevano ottenere denaro anche dalla vendita delle onorificenze: per quanto esse fossero inflazionate (all'epoca, un ducato costava circa 4000 scudi, un principato 7000), fruttavano somme non indifferenti sul totale. Il re poteva poi alienare alcuni suoi diritti (sui depositi di cereali, sulle dogane, sulle tonnare) o cedere temporaneamente il monopolio sui tabacchi a fronte di un compenso. In un'occasione, ad esempio, nel 1734, il principe di Villafranca si accaparrò a caro prezzo la concessione dei servizi postali, ritenendola un buon investimento. Ancora, alla banca di Palermo potevano essere imposti prestiti forzosi. Alcuni aristocratici avevano poi seguito Filippo V in Spagna o Vittorio Amedeo in Piemonte e i loro beni furono confiscati. Infine, il re permetteva ai baroni di liberarsi dell'obbligo feudale di fornire cavalieri pagando 25 scudi pro capite.
Di fatto, il grosso dell'economia del regno si muoveva ancora intorno al grano. Gli Austriaci intervennero sul costo delle licenze di esportazione e ciò contribuì a farne esplodere il prezzo, tanto che, nel 1728, il Parlamento inviò una protesta, "vedendosi in gran parte abbandonati li seminerj, e perciò li poveri e gli operai senza la formalità di vivere, li feudatari senza poter sostenersi, e senza né pur poter soddisfare alli naturali pesi delli soggiogazioni da loro dovute". Eppure, la tassa sul macinato pesava assai più sui consumatori siciliani: da essa gli Austriaci cavavano ogni anno un milione di scudi e solo 100.000 dalle esportazioni di cereali sul totale di un milione e mezzo previsto per la Sicilia. Questa disparità fiscale era la causa fondamentale della disoccupazione, del vagabondaggio e della scarsa profittabilità dell'agricoltura isolana.
A un certo punto, vi fu un'inchiesta che coinvolse pesantemente un collaboratore corrotto del viceré, Marco Quirós, segretario di Stato e Guerra in Sicilia, tramite il quale si voleva colpire, non del tutto a torto, il Sástago. Lo scoppio della Guerra di successione polacca, comunque, non permise che l'inchiesta arrivasse ad un verdetto. Nel frattempo, il 28 gennaio 1734, Sástago avvertì Vienna che, se avesse inviato due dei suoi quattro reggimenti a Napoli, come da ordini, la Sicilia sarebbe rimasta praticamente sguarnita ed egli si sarebbe dovuto ritirare da Palermo in una piazzaforte (la scelta ricadde su Siracusa), anche perché i Siciliani avevano «un grande amore per i sovrani spagnoli», per via del lungo periodo in cui erano stati sottoposti al loro dominio. In effetti, furono trovate varie prove di intrighi orditi dai baroni in favore di Filippo V.

## I viceré di Carlo VI
Di seguito, l'elenco dei viceré di re Carlo IV di Sicilia (VI imperatore):
- 1718-1722: Niccolò Pignatelli, VIII duca di Monteleone[36]
- 1722-1728: Joaquín Fernández de Portocarrero, IX conte di Palma del Río[37]
- 1728-1734: Cristóbal Andrés Fernández de Córdoba y Alagón, X conte di Sástago

## Il ritorno dei Borbone
Nell'estate 1734, le truppe di Carlo di Borbone, infante di Spagna, mossero alla conquista del Regno di Sicilia. Sull'isola si combatté pochissimo e, dato che il mandato di Sástago era scaduto, si nominò un nuovo viceré nella persona del marchese José Rubí. I nemici dell'Austria, però, controllavano completamente il mare intorno alla Sicilia e Rubí non riuscì mai a porre piede sull'isola. Il 25 settembre 1734, a Palermo la guerra poteva dirsi conclusa e nello stesso giorno venivano scelti dalla Deputazione del regno gli uomini da inviare a Napoli per omaggiare Carlo III. Messina, difesa dal principe Lobkowitz cadde nel febbraio 1735, e a Siracusa, difesa da agosto dal marchese Egidio Orsini, comandante delle armi imperiali in Sicilia, gli Austriaci resistettero fino al giugno 1735. Il 9 marzo 1735 Carlo di Borbone, all'epoca meno che ventenne, partì da Palmi alla volta della Sicilia con l'intenzione di completarne la conquista. La città di Trapani, con il generale Carrera, si arrese agli Spagnoli il 12 luglio 1735.
Carlo, con la sua flotta, sbarcò in marzo a Messina e in maggio partì per Palermo, dove il 3 luglio (Trapani non si era ancora arresa), fu proclamato nella cattedrale di Palermo sovrano di Sicilia. I festeggiamenti durarono quattro giorni, dopodiché Carlo partì per Napoli. Il nuovo re riceveva l'antico titolo a condizione di mantenere in unione personale la corona del Regno di Sicilia e la corona del Regno di Napoli. Dopo secoli di viceré, Napoli e Sicilia riottennero un proprio re. L'imperatore asburgico Carlo VI aveva però rinunciato ad ogni diritto sui regni di Napoli e Sicilia solo a patto che Carlo di Borbone rinunciasse ai titoli qualora accedesse al trono di Spagna. Ciò sarebbe accaduto in effetti nel 1759, alla morte Ferdinando VI di Spagna: a Carlo andò la corona di Spagna, mentre i troni di Napoli e Sicilia andarono al terzogenito maschio, che assumerà i titoli di Ferdinando IV di Napoli e Ferdinando III di Sicilia (successivamente, dopo la Restaurazione, sarà Ferdinando I delle Due Sicilie).